# Consonne nasale alvéolo-palatale voisée
Cette page contient des caractères spéciaux ou non latins. S’ils s’affichent mal (▯, ?, etc.), consultez la page d’aide Unicode.
La consonne nasale alvéolo-palatale voisée est un son consonantique assez peu fréquent dans les langues parlées.
Cette consonne n’a pas son propre symbole dans l’alphabet phonétique international, mais est généralement représentée avec la lettre n hameçon minuscule ‹ ɲ › ou est identifiée comme une consonne nasale palatale voisée [ɲ], et position alvéolo-palatale peut être précisée avec un signe plus souscrit indiquant un avancement du lieu d’articulation [ɲ̟], ou avec la lettre n ‹ n › et un signe moins souscrit indiquante une rétraction [n̠]. Certains auteurs utilisent le symbole n bouclé ‹ ȵ ›, composé de la lettre n avec le bras inférieur se prolonge en boucle interne recroisant ce bras, sous ou au niveau de la ligne de base.
Dans certains dialectes du malayalam, la consonne palatale et la consonne alvéolo-palatale sont distinctes,.

## Caractéristiques
Voici les caractéristiques de la consonne nasale alvéolo-palatale voisée :
- Son mode d'articulation est occlusif, ce qui signifie qu’elle est produite en contractant l’air à travers une voie étroite au point d’articulation, causant de la turbulence.
- Son point d'articulation est alvéolo-palatale, c'est-à-dire palatale, laminale et alvéolaire, ce qui signifie qu'elle est articulée avec la lame de la langue derrière la crête alvéolaire en même temps que le corps de la langue se lève au palais.
- Sa phonation est voisée, ce qui signifie que les cordes vocales vibrent lors de l’articulation.
- c'est une consonne nasale, ce qui signifie que l’air peut s’échapper par le nez.
- C'est une consonne centrale, ce qui signifie qu’elle est produite en laissant l'air passer au-dessus du milieu de la langue, plutôt que par les côtés.
- Son mécanisme de courant d'air est égressif pulmonaire, ce qui signifie qu'elle est articulée en poussant l'air par les poumons et à travers le chenal vocatoire, plutôt que par la glotte ou la bouche.

## Langues
| Langue   | Orthographe | Prononciation | Sens         |
| -------- | ----------- | ------------- | ------------ |
| Grec     | Πρωτοχρονιά | [pro̞to̞xro̞ˈɲ̟ɐ] | Jour de l’an |
| Polonais | Słońce      | [swoɲ̟t͡se]     | Soleil       |